# 多重露光

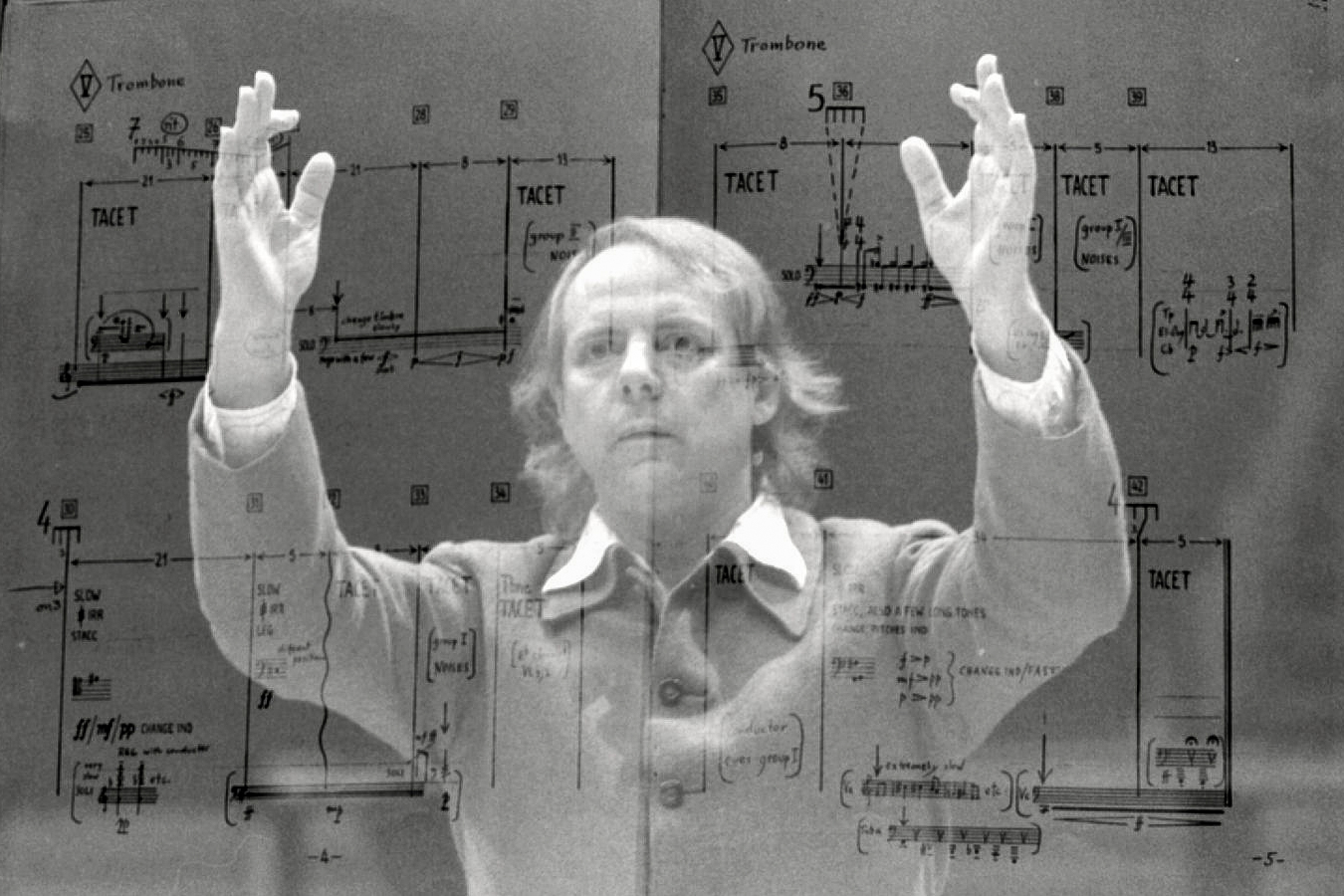
多重露光で撮られた写真の例（カールハインツ・シュトックハウゼン）

多重露光（たじゅうろこう）とは、写真撮影における技術の一つで、1コマの中に複数の画像を重ね写し込むこと。多重露出、二重写しともいう。フィルム巻き上げに連動してシャッターチャージが行われる機構のフィルムカメラでは、何らかの事情でコマ送りができずに意図せずしてそうなる場合がある。
引き伸ばしの段階で同じ印画紙上に2つ以上のネガから焼付けする方法もある。また、フォトショップなど画像処理ソフトウェアなどでも同様の効果を得ることができる。

## 概要
フィルムカメラの場合はコマ送りをせずに複数回露光することで実現できる。初期のフィルムカメラの一部を除き、通常はシャッターを1度押すとコマ送りを行わない限りシャッターがチャージされないため、多重露光を行うためには独自の方法やカメラに「多重露光機能」が付属している必要があった。デジタルカメラの場合は、多機能型の高級機種では多重露出機能が付属する場合が多く、多くは2 - 10露光程度の多重露光が可能である。個別に撮影したRAW形式の画像を複数枚再生時に合成し、別の画像として保存する機能が付加された機種もある。
多重露光を行う場合は、重ねる画像の枚数に応じ、1枚当たりの画像の露出のマイナス補正を行わねばならない。目安としては「2枚:－1EV」「3枚:－1.5EV」「4枚:－2EV」、すなわち「1÷露光回数」をマイナス補正する。デジタルカメラでは露光回数に合わせて自動的にゲイン（出力）を補正する機能が付加された機種もあり、「加重平均」/「加算平均」という名称で呼ばれる。加算平均の他に、フィルムカメラの多重露光と同様の仕上がりとなる「加算」、同じピクセルが記録した画像のうち、より明るいものを選んで合成する「比較明」、同じく、より暗い画像を選んで合成する「比較暗」といった多機能を備える製品もある。